# Alfons Vranckx
Alfons Vranckx (Kessel-Lo, 24 januari 1907 – Leuven, 30 juni 1979) was een Belgisch socialistisch politicus en jurist.

## Biografie

### Jeugd
Alfons Willem Vranckx groeide op in het gezin van twee kinderen. Zijn vader was een ketelmaker uit Kessel-Lo die al vroeg actief werd binnen de socialistische partij. Alfons doorliep zijn humaniora in het Atheneum van Leuven, waar hij samen op school zat met Gaston Eyskens. In 1926 ging hij studeren aan de Katholieke Universiteit Leuven, alwaar hij in 1931 afstudeerde als licentiaat in de Rechten . Hij doctoreerde met het proefschrift Gemeenschap en klassenstrijd. Dit proefschrift werd door de universiteit voorgesteld voor de interuniversitaire IVED-strijd en werd bekroond als laureaat. Hierdoor kreeg hij een beurs om twee jaar aan de Karlsuniversiteit te Praag te studeren.
Hij schreef in deze periode een tijdlang een vrouwenrubriek voor het blad Mensen onder de schuilnaam Mita Boens. Daarnaast was hij in deze periode secretaris van het studentengenootschap Met Tijd en Vlijt, waarvan professor Alfred Boon voorzitter was. In deze periode kwam hij ook in contact met Henriette Holst met wie hij naar een socialistische bijeenkomst in Heppenheim in Duitsland ging, onder de aanwezigen waren onder andere Emil Fuchs, Martin Buber, Max Weber en Hendrik de Man. Van 1931 tot 1940 was Vranckx een van de leiders van de Socialistische Jonge Wacht samen met Louis Major, Leo Rommens, Frans Vinck en Ward Coens. Tevens was Vranckx hoofdredacteur van het SJW-ledenblad Uylenspiegel. Met deze organisatie steunde hij de algemene staking van 1936 voor de realisatie van de 40-urenwerkweek en de betaalde vakantie. Door Louis Major werd hij later het geweten van de SJW genoemd. Zelf stelde Vranckx in de periode beïnvloed te zijn door de ideeën van Jean Jaurès.

### Politiek
In 1932 nam hij op 25-jarige leeftijd voor het eerst deel aan de verkiezingen, als BWP-kandidaat voor de gemeenteraad van Kessel-Lo. Daar hij nog soldaat was - in het kader van de dienstplicht - stond hij op de 7e plaats. Met de belofte van de nummer zes dat deze zou aftreden wanneer Vranckx afzwaaide. De partij scoorde echter beter dan verwacht en behaalde een absolute meerderheid met zeven verkozenen. Hierdoor moest Vranck afstand doen van zijn zetel. Lang moest hij echter niet wachten om de actieve politiek te betreden: in 1936 werd hij verkozen tot lid van de Kamer van volksvertegenwoordigers voor het arrondissement Leuven. Deze functie oefende hij uit tot 1947. Van 1938 tot 1946 was hij ook gemeenteraadslid en schepen van Kessel-Lo.
Kort na de Belgische capitulatie, in 1940, volgde hij - als waarnemend burgemeester - Alfons Roelandts op. Deze was afgezet door de gouverneur omdat deze de gemeente had verlaten. Tijdens de bezetting kreeg hij al snel problemen met de Duitse Kommandantur. Nadat hij weigerde om op kosten van de gemeente een badinstallatie in de turnzaal te bouwen, die door de Duitsers die tewerkgesteld waren in de Centrale Werkplaats gebruikt kon worden, werd hij afgezet als burgemeester en voor de krijgsraad gedaagd wegens sabotage. Het proces vond plaats op 5 mei 1941, maar hij kreeg de vrijspraak. In 1942 werd hij opnieuw aangehouden en werd hij verplicht mee te reizen als gijzelaar in de derde wagon van de treinen die Duitse verlofgangers vervoerden van Brussel naar Maastricht.
Na de oorlog werd hij opnieuw waarnemend burgemeester, daar burgemeester Roelandts toen nog in een concentratiekamp was. Vervolgens was hij van 1947 tot 1963 Kamervoorzitter van de Raad van State. Tevens was hij een van de stichters - samen met Emile van Dievoet en Fredericq en René Victor - van het Administratief Lexicon. In 1954 werd hij benoemd tot docent aan de Universiteit Gent en van 1963 tot 1977 was hij er hoogleraar. Ook was hij in die tijd rapporteur bij het Centrum Harmel en van 1954 tot 1956 lid en van 1956 tot 1963 ondervoorzitter van de commissie die belast was met de voorbereiding van de Nederlandse tekst van de grondwet, de wetboeken en de belangrijkste wetten en besluiten. Ten tijde van de Regering-Lefèvre vertegenwoordigde hij de BSP vanaf februari 1964 op de Rondetafelconferentie voor de grondwetsherziening.
In de jaren 1960 werd Vranckx opnieuw politiek actief. Van 1965 tot 1974 zetelde hij opnieuw in de Kamer. Van 1965 tot 1966 was hij bovendien minister van Binnenlandse Zaken in de Regering-Harmel. Van 1968 tot 1973 was hij minister van Justitie in de regeringen-G. Eyskens IV en V. In deze hoedanigheid liet hij in 1969 Jef Geeraerts' roman Gangreen I wegens onzedelijkheid in beslag nemen. Ook de volledige oplage van het Rode Boekje voor scholieren werd onder zijn bewind in beslag genomen onder het voorwendsel "zedenschendend en subversief" te zijn. Hij richtte op 12 juni 1971 het Bestuur Criminele Informatie (BCI) op.
In 1973 vertegenwoordigde Vranckx de BSP in de gemengde parlementaire commissie die advies moest geven over de gewestvorming. Ook stichtte hij in 1975 samen met Pierre Wigny en Omer Vanaudenhove het Studiecentrum voor Politieke Hervormingen, dat een bijdrage wilde leveren aan de vernieuwing van de politieke instellingen.
Op het einde van zijn politieke carrière, in de periode december 1971-maart 1974, zetelde hij als gevolg van het toen bestaande dubbelmandaat ook in de Cultuurraad voor de Nederlandse Cultuurgemeenschap, die op 7 december 1971 werd geïnstalleerd en de verre voorloper is van het Vlaams Parlement. Op 14 februari 1977 werd Alfons Vranckx benoemd tot minister van Staat.

#### Persoonlijk
Vranckx was getrouwd met Marguerite Janssens. Het echtpaar werd begraven op de Stadsbegraafplaats van Leuven.

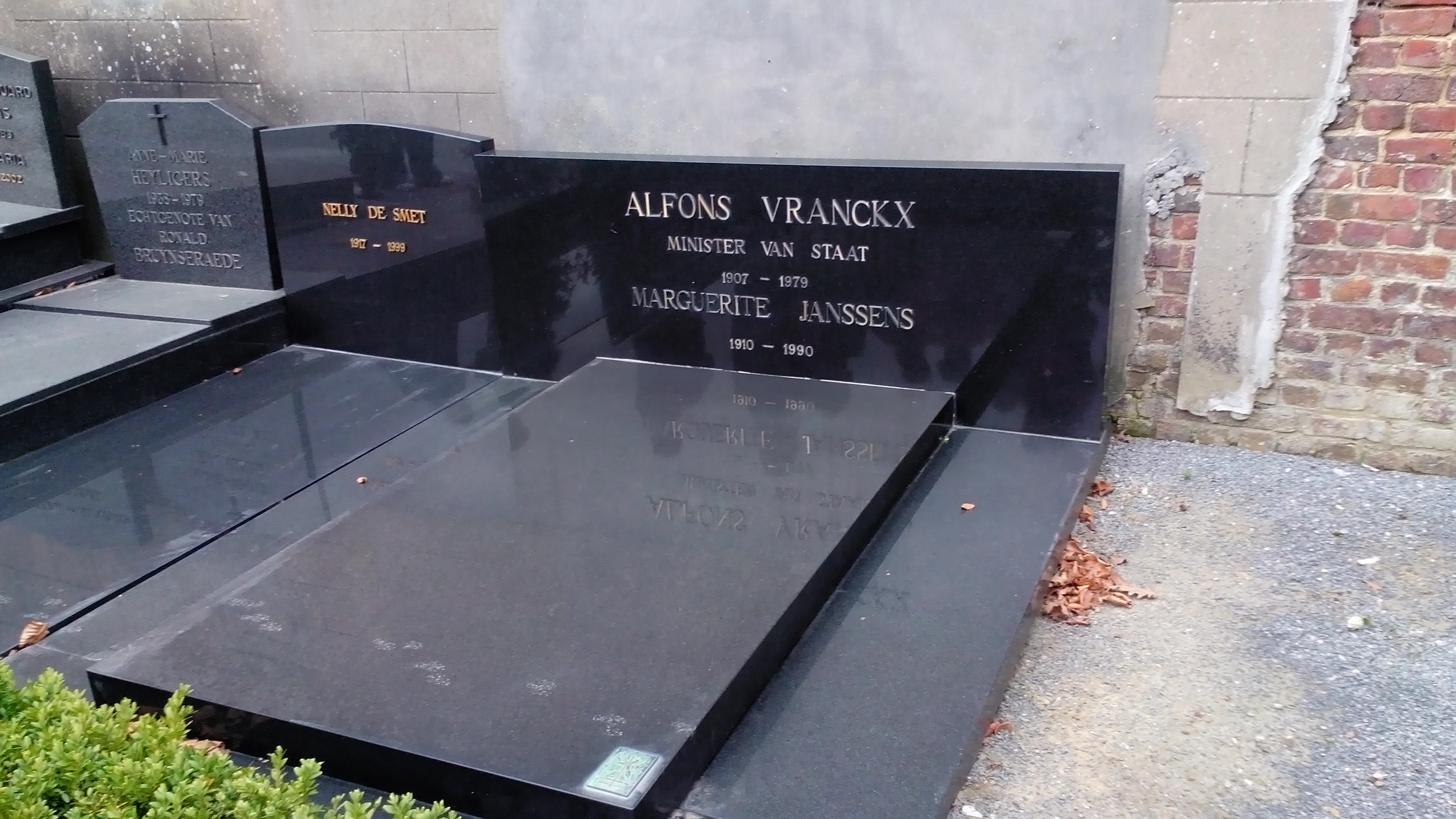
Grafsteen van Alfons Vranckx en Marguerite Janssens

## Trivia
- In het Neroalbum Zongo in de Kongo (1971) heeft de Masaitovenaar Zongo in strook 113 een portret van Vranckx in zijn hut hangen. Zongo bekent dat hij hem bewondert omdat "hij een bijna even groot tovenaar als ik is".

- Gemeinsame Normdatei: 1063001846
- Virtual International Authority File: 311735147
- WorldCat: E39PBJrwW9qY8TjyVRQq4Bm8G3